# Zsolt-Istvan Biro
Zsolt-Istvan Biro (n. 23 septembrie 1969, Târgu Mureș, România) este un deputat român, ales în 2016. 